# Brainbox (Kurzgeschichte)
Brainbox (chinesisch 腦匣 / 脑匣, Pinyin Nǎo xiá) ist eine Science-Fiction-Kurzgeschichte der chinesischen Schriftstellerin Regina Kanyu Wang, zuerst veröffentlicht im März 2018. Eine deutsche Übersetzung von Johannes Fiederling erschien am 9. März 2020 in der Anthologie Zerbrochene Sterne, herausgegeben vom Heyne Verlag.

## Handlung
Mithilfe den Aufzeichnungen einer Brainbox, welche ununterbrochen die Gehirnaktivität eines Menschen aufzeichnet, jedoch nur eine Speicherkapazität von fünf Minuten hat, erlebt der Witwer Fang Rui die letzten Gedanken seiner Ehefrau Zhao Lin vor ihrem Tod in einem Flugzeugabsturz. Dabei zeigt sich, dass sie sich bezüglich ihrer Liebe zu ihm andauernd selbst belog und seinen Heiratsantrag nach einer Bedenkzeit ausschlagen wollte. Fang Rui wacht auf und, unfähig dies zu akzeptieren, beginnt sofort damit, sich ebenfalls selbst über ihre angeblich große Liebe zu belügen.

## Kritik
Anjie Zheng schreibt in Words Without Borders, dass die Kurzgeschichte mit Das Restaurant am Ende des Universums: Laba-Porridge von Anna Wu zu ihren beiden Lieblingsgeschichten in Zerbrochene Sterne gehört.